# Миноносцы «160-футового» типа
Миноносцы «160-футового» типа — серия британских миноносцев I класса из 13 единиц. Строились в 1900—1905 гг. фирмами «Торникрофт» и «Уайт». Все они принимали активное участие в Первой мировой войне. ТВ-117 погиб 10 июня 1917 года в Ла-Манше в результате столкновения. Остальные сданы на слом в 1919—1920 гг.

## История проектирования и постройки
Миноносцы отличались от предшественников лишь увеличенными размерами и скоростью хода (25 узлов). Вооружение миноносцев осталось прежним, но вместо штевневого носового торпедного аппарата на них установили третий палубный. По компоновке и силуэту «160-футовые» корабли напоминали «Випер», построенный ранее по заказу Австро-Венгрии фирмой Yarrow. Торникрофт победил в конкурсе с 155-футовым проектом (позже увеличенным до 160 футов), который стал основой для детального проектирования.
Первая серия изготовления «Thornycroft».
Первые четыре миноносца (98, 99, 107, 108) построены по программе 1899/1900 годов. Водоизмещение: 185 тонн, ход составил 25 узлов на при мощности 3000 л. с.
Они могли поддерживать полную скорость только 6 часов.
Вторая серия изготовления «Thornycroft».
Следующие пять миноносцев (109—113) были больше: 200 тонн, ход составил 25 узлов на при мощности 3050 л. с.
Серия изготовления «White»
Четыре миноносца (114—117), водоизмещение: 219 тонн, скорость и мощность, как у второй серии.

## Конструкция
Водоизмещение корабля в нормальном грузу составляло 200 тонн, длина по ватерлинии 50 м, ширина 5,3 м, осадка 1,7 м. Вооружение состояло из трёх поворотных палубных торпедных аппаратов (два бортовых, один кормовой) и трёх 47-мм пушек.